# دير سانتا ماريا لا ريال دي لاس ويلغاس
دير سانتا ماريا لا ريال دي لاس ويلغاس هو دير للراهبات السيسترسيات يقع على بعد نحو 1.5 كم غرب مدينة بورغوس (برغش) في إسبانيا، تشير كلمة ويلغاس في هذه الحالة إلى الأرض التي تُركت دون زرع، والآن تشير عادةً إلى «الإضرابات» في اللغة الإسبانية الحديثة. وتاريخيًا كان الدير موقعًا للعديد من حفلات الزفاف للعائلات المالكة الأجنبية والإسبانية، بما في ذلك حفل زفاف إدوارد الأول ملك إنجلترا وإليانور القشتالية عام 1254. والبرج الدفاعي للدير هو أيضًا مكان مولد بيدرو ملك قشتالة.

## التاريخ
في 2 يناير عام 1187 أصدر البابا كليمنت الثالث مرسومًا بابويًا يأذن بتأسيس دير مخصص للسيدة العذراء مريم. وفي يونيو من العام نفسه منح ألفونسو الثامن ملك قشتالة الميثاق التأسيسي الذي ينص على أن الدير يجب أن يتبع نظام السيسترسية، بناءً على طلب من زوجته إليانور ابنة هنري الثاني ملك إنجلترا. 
حتى القرن السادس عشر تمتع الدير بالعديد من الامتيازات الملكية التي منحها له الملك، بما في ذلك الإعفاء من الضرائب، وسيادة العديد من القرى والأراضي (التي تحكمها رئيسة دير الراهبات)، وامتلاك العديد من الأشياء الشخصية القيمة للعائلات المالكة المتدينة بمعظمها، ويُزعم أن رئيسة دير الراهبات كانت مخولة بسماع الاعتراف ومنح الغفران مثلها مثل الكاهن حتى عقد مجمع ترنت.
في عام 1199 سلم المؤسسون الدير رسميًا إلى الراهبات وأضافوا بندًا يقضي بأن يكون الدير مكان دفن العائلة المالكة. وانضمت الابنة الصغرى لألفونسو كونستانس إلى الراهبات السيسترسيات هناك، وكانت أول من تعرف باسم سيدة لاس ويلغاس. وشغلت هذا المنصب أيضًا نساء أخريات من العائلة المالكة: بما في ذلك ابنة أختها كونستانس وابنة برينغيلا، وحافظن على الارتباط الوثيق بين المجتمع ورعاتهم الملكيين، وجرى توثيق كل من الملكة إليانور والملكة برينغيلا على أنهما دعمتا الدير وشاركتا فيه، بينما كان أفراد العائلة المالكة قادة دنيويين للدير، كانت رئيسات الدير مثل سانشا غارسيا يمثلن السلطات الروحية.
كان من المقرر أن يُدفن ألفونسو الثامن في لاس ولغاس مع زوجته إليانور، وقد أسسا المأوى الملكي التابع لهما بكل ما يتعلق به ليخضع للدير. وأسس المأوى لإطعام الحجاج الفقراء ورعايتهم على طول طريق شنت ياقب (كامينيو دي سانتياغو – طريق القديس يعقوب). وأشارت التبرعات المقدمة لدعم المأوى إلى الدور الرئيسي الذي لعبته إليانور في تأسيسه والحفاظ عليه، وقدمت العديد من التبرعات تكريمًا لابنها المتوفى فرناندو.
جرى تطوير مجتمع من الإخوة الاي (العلماني) لمساعدة الراهبات في رعايتهن لمرضى المأوى، والذين أصبحوا معروفين باسم الأخوة الفرسان في برغش، ولم يكن هناك أكثر من اثني عشر منهم، لكنهم شكلوا نظامًا دينيًا مستقلًا في عام 1474، وبقي الإخوة كنظام مستقل حتى عام 1587، عندما جرى قمع رهبنتهم ووضعوا مرة أخرى تحت سلطة رئيسة الدير.
جرى منح رئيسة الدير امتيازات ملكية تقريبًا بفضل الملك، ومارست سلطة دنيوية غير محدودة على أكثر من خمسين قرية، ومثل اللوردات العلمانيين أقامت محاكمها الخاصة في القضايا المدنية والجنائية، ومثل الأساقفة منحت التفويض لرسامة الكهنوت، وأصدرت تراخيص تسمح للكهنة داخل إقليم سلطتها القضائية الاستماع إلى الاعترافات والوعظ والمشاركة في الرعاية الريفية، وكما حظيت بامتياز تعيين رئيسات الأديرة الأخرى وتوجيه اللوم وعقد الملتقيات الكنسية (السينودوس). وفي محفل عام للسيسترسية عقد في عام 1189 جرى تعيينها في منصب رئيسة الكنيسة العامة لمملكة ليون وقشتالة، مع امتياز الدعوة سنويًا إلى محفل عام في برغش. احتفظت رئيسة دير لاس ويلغاس بامتيازاتها القديمة حتى عقد مجلس ترنت في القرن السادس عشر.
المجتمع الرهباني الذي يبلغ عدده حاليًا 36، هو جزء من المجمع الإسباني للقديس برنارد، وهي حركة إصلاحية للراهبات السيسترسيات، والتي نشأت خلال القرنين السادس عشر والسابع عشر. ونتيجة لذلك يشار إليهم أيضًا باسم «البرنارديين». وتتبع راهبات هذا المجمع حكم القديس بندكت بدقة أكبر من الدور السيسترسية الأخرى، مع صيام متكرر وطويل، والاحتفال بصلوات الساعات نحو الساعة الثانية صباحًا. وتمول الراهبات أنفسهن من خلال تزيين البورسلان وصنع المسابح الوردية وتقديم خدمات غسيل الملابس للفنادق المحلية.
أسس هذا الدير ديرًا تابعًا في بيرو، واسمه دير الثالوث الأقدس، والذي يقع في منطقة لورين الزراعية في ضواحي منطقة ليما الحضرية. ويوجد في الدير نحو عشر راهبات رسميات، وعدة مرشحات في مراحل مختلفة من التأسيس. ويمولون أنفسهم من خلال صنع الكعك والمربيات، حيث يستخدمون منتجات حدائقهم الخاصة.